# Сирозем
Сирозем или регосол су неразвијена земљишта у којем преовладавају фракције ситне земље, тј. песка, праха и глине. Образује се на растреситим супстратима чији је материјал транспортован и исталожен. Дубина земљишта зависи од растреситости, тј. од степена разложивости подлоге. Сем повољног иловасто-глиновитог механичког састава и водно-физичког својства леса, удео карбоната до 30% и садржај хумуса до 1% у њему, чине да је сирозем на овој силикатној подлози оптимално станиште за воћне и лозне засаде. Овај подтип сирозема, жуто смеђе боје прилично распрострањен на падинама Фрушке горе, на валовитом подручју Београда до Смедерева и другим лесним заравнима. Сироземи на лапору (сиво-беличасто-смеђе боје) је такође распрострањен у подручјима у Србији и на благовитом терену користе се као добра станишта не само за воћњаке и винову лозу већ и за њивске културе. Силикатни сироземи и песковито-доломитни сироземи су под шумом, а сувља станишта под пашњацима.